# Gastronomía levantina

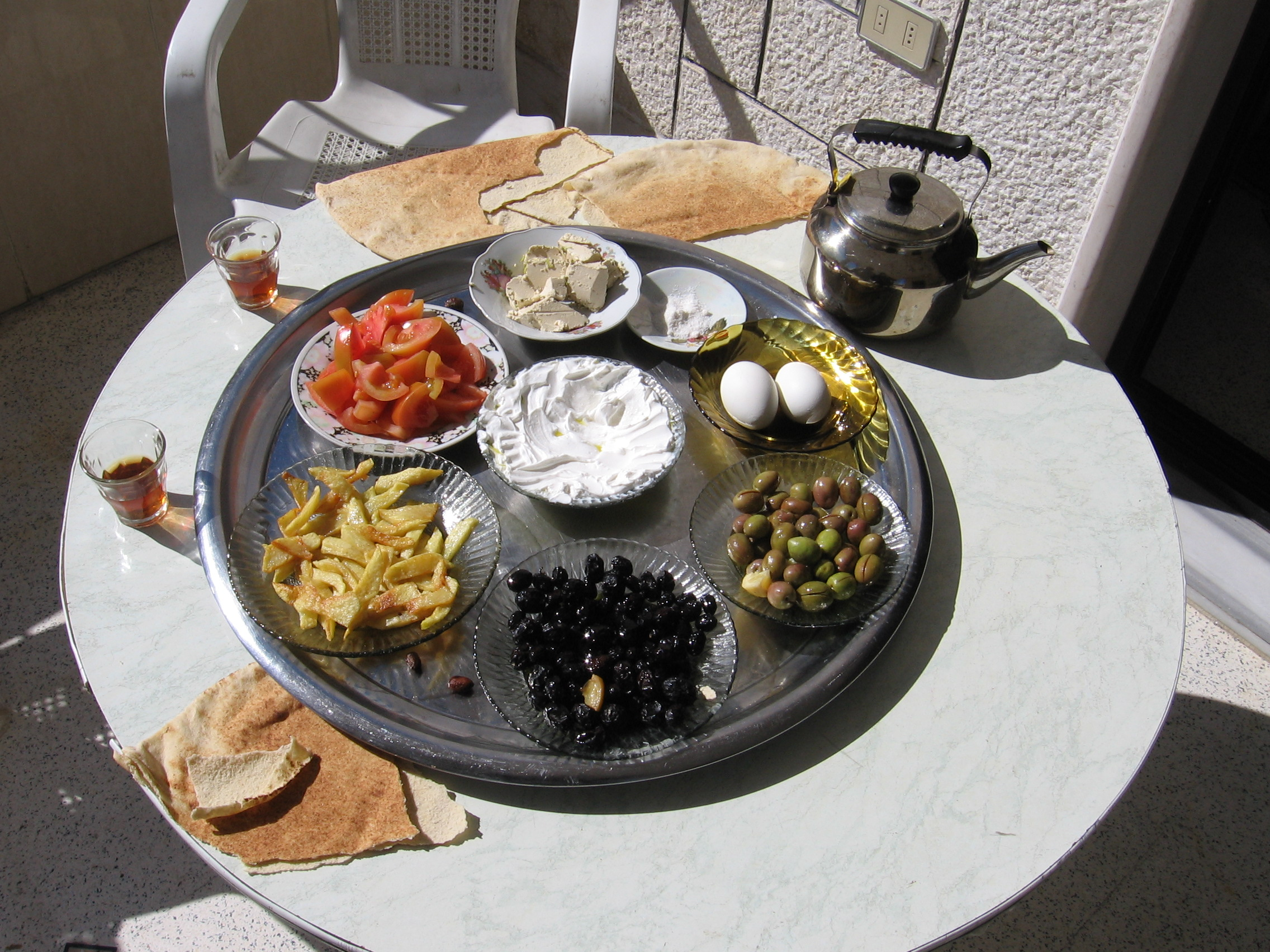
Típico desayuno con varios mezze (sentido horario): queso šankliš, huevos duros, aceitunas, patatas fritas, tomate, (en el centro) yogur o laban, acompañado de pan pita y té moruno.

La gastronomía levantina o shami (en árabe: مَطْبَخٌ شَامِيٌّ‎ mutbaj šami) es la gastronomía tradicional de los cuatro países árabes que componen el Levante mediterráneo, es decir, Siria, Líbano, Palestina y Jordania, e internacionalmente se engloba en lo que se conoce como cocina árabe. Estos cuatro países árabes tienen muchos lazos culturales comunes, como una misma lengua (el árabe levantino) o la gastronomía (la cocina levantina). En el mundo árabe la región es conocida como País de Sham (Bilad aš-Šām). La gastronomía shami comparte similitudes con la griega y la turca. 
La gastronomía levantina forma parte de la dieta mediterránea (Patrimonio de la Humanidad), y como tal, comparte una gran variedad de ingredientes del Mediterráneo como el aceite de oliva y las aceitunas, el trigo, la leche y sus derivados, en especial el labne (yogur griego) y quesos como el palestino akkawi o el sirio šankliš. También lentejas, garbanzos y otras legumbres, especias aromáticas como el orégano, el tomillo, la pimienta, el comino, el zumaque y semillas como el frike, el sésamo o ajonjolí, del cual se hace el tahín, y otras. Se aprecian las mezclas de especias como el zaʿatar, y se hacen una gran variedad de encurtidos como los de aceitunas, labne, pepinillos o berenjenas (makdús). Las verduras se rellenan para hacer maḥši (como el kusa maḥši). El arroz es un ingrediente básico y nunca se cocina sólo, siempre con fideos (ارز بالشعرية ruz biš-šaríe). El Levante es una tierra pródiga en árboles frutales, destacando albaricoques, naranjas, limones, membrillos, higos, manzanas o granadas, así como de una variedad de hortalizas y hierbas como el perejil, el cilantro, el jubbeze o el mlujíe, un consumo moderado de productos del mar (limitado a la costa) y de carnes, entre las que destacan pollo y cordero. Los levantinos tienen una amplia cultura de los frutos secos (almendras, pistacho, pepitas...), de los aromas de los platos (perfumados con agua de azahar o de rosas) y de mermeladas varias como la de naranjas agrias o la de rosas, además de una notable tradición repostera, ya que el azúcar de caña fue uno de los productos más comerciados durante la época califal. Cuenta con algunos postres como kanafe, ʿawāme, baklawa, qaṭayef, namūra o barazek. 
En cuanto a bebidas, en el Levante tiene mucha importancia el qahwe (café árabe) y también el shay (té) e infusiones típicas como el zuhurat šamíe. Asimismo, el mate es una bebida que se ha vuelto tradicional en varias regiones, traída por inmigrantes que fueron y volvieron a la Argentina. El qamar ad-din es una típica bebida de Damasco a base de albaricoque. En cuanto a destilados, es famoso el arak (destilado alcohólico de anís), producido por las comunidades cristianas, así como el vino. 
Tradicionalmente la cocina levantina no se presenta como un menú occidental de tres tiempos (primero, segundo y postre), sino como pequeños platos que se pueden combinar al gusto (parecido a las tapas españolas). Este formato, llamado mezze (مزة) o muqabbilāt (مقبلات) es típico de varias culturas del Mediterráneo oriental, como la turca y la balcánica, y se puede traducir por ‘aperitivos o entremeses’. Todos los platos se sirven a la vez acompañados de pan plano árabe (خبز jubz) y son compartidos por todos los comensales. El pan plano es un acompañamiento esencial pues hace las veces de cubierto: se le da forma cónica y de este modo se lleva a la boca la comida.
La cocina levantina se expandió y consolidó a partir del siglo xix con la migración de libaneses, palestinos, sirios y jordanos a Europa y América, popularizando platos como el šawarma, el hummus, el faláfel o el tabbūle y salsas como la tūm (con yogur y tahín). El kibbe es una de las preparaciones que más se difundieron por América Latina. En el mundo occidental es común creer que platos el cuscús, el tayín o la ḥarira se consuman en esta área, pero se trata de alimentos exclusivos del Magreb. 

## Geografía y clima
Antes de la Primera Guerra Mundial, toda la región recibía el nombre de Siria , limitando con la moderna Turquía al norte, Egipto y Arabia al sur, el desierto sirio e Irak al este y el mar Mediterráneo al oeste. La partición de la región en pequeños países fue fruto de la colonización anglo-francesa (1926) y el establecimiento del Estado de Israel (1948). 
La franja costera tiene un clima típicamente mediterráneo, con inviernos suaves y veranos calurosos, el aire del Mediterráneo atrae las lluvias a esta zona, siendo la más fértil y poblada. Estas lluvias difícilmente pueden entrar más al interior del país, debido a diferentes relieves como la cordillera del Líbano o la cordillera litoral siria. Tras estas montañas se encuentra la Depresión central, donde se combinan paisajes de estepa árida con valles fértiles. El clima en esta área es semiárido, permitiendo un cultivo de secano como el trigo, y de regadío en la orilla de los grandes ríos como el Orontes o el Éufrates. En el extremo oriental se encuentra el desierto sirio o desierto del šam, donde es imposible el cultivo por la falta de lluvias y sus habitantes son mayormente beduinos nómadas.

## Comidas

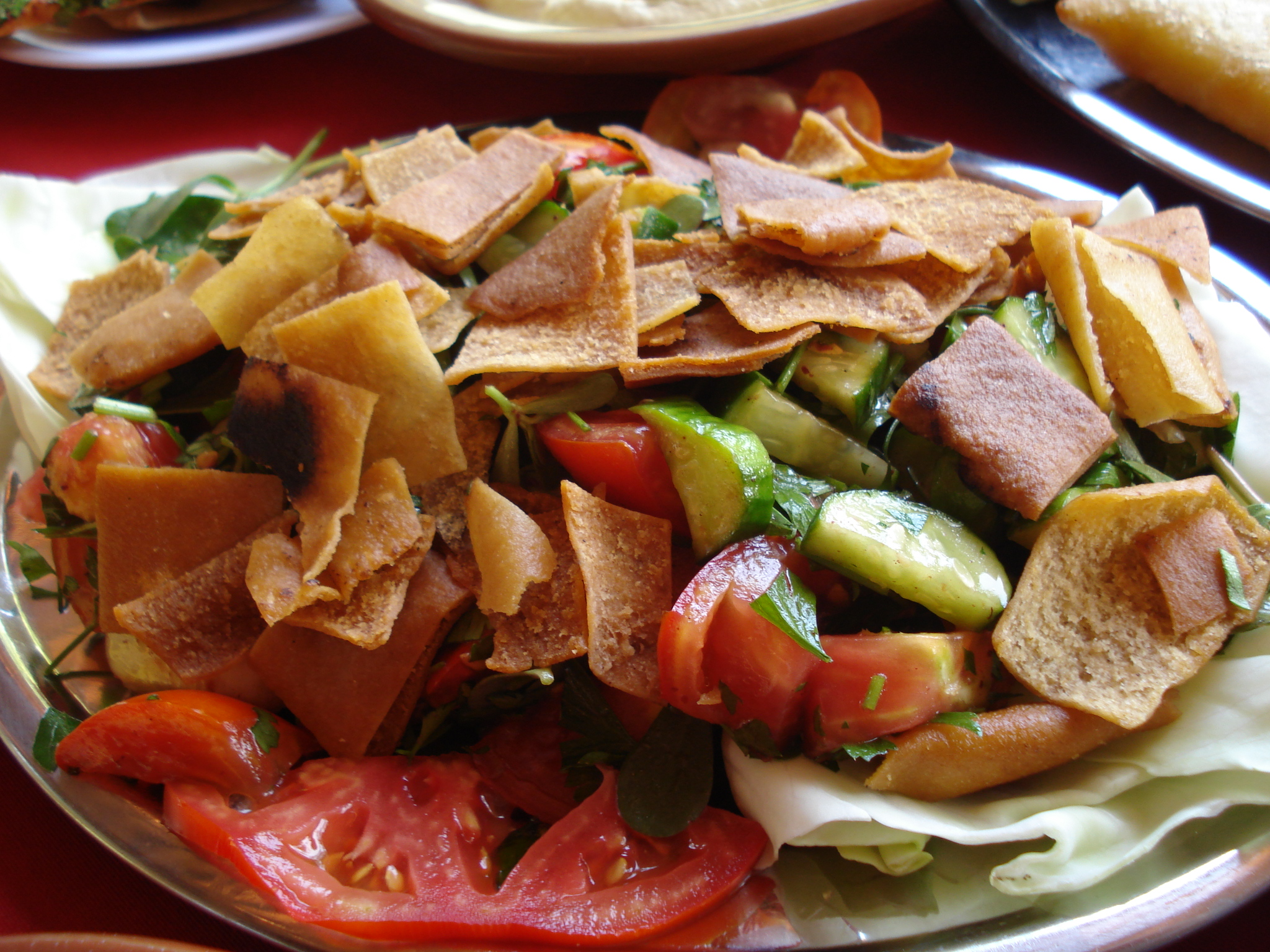
Fattūš, ensalada de jubz frito con diversas hortalizas.

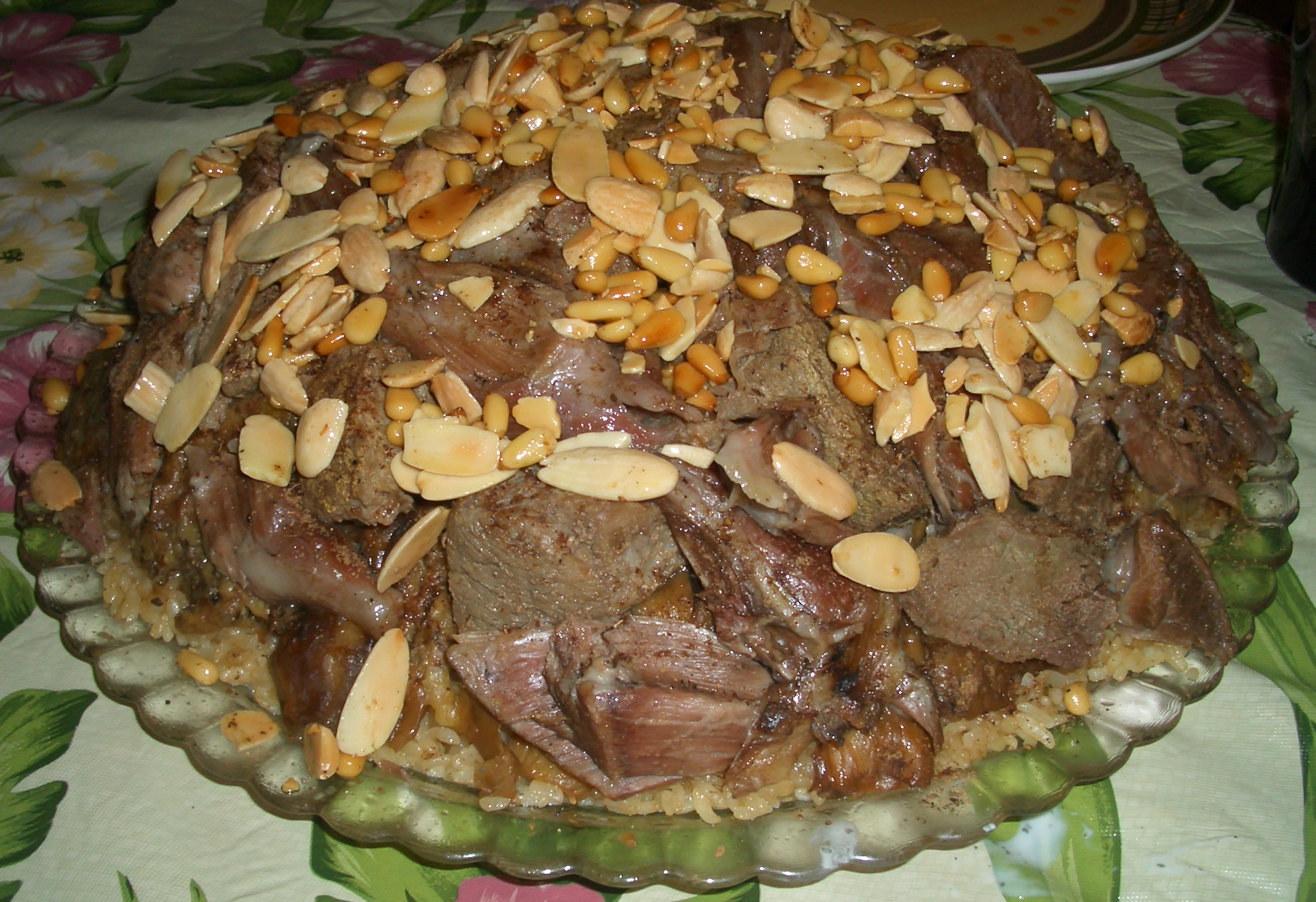
Maqlube

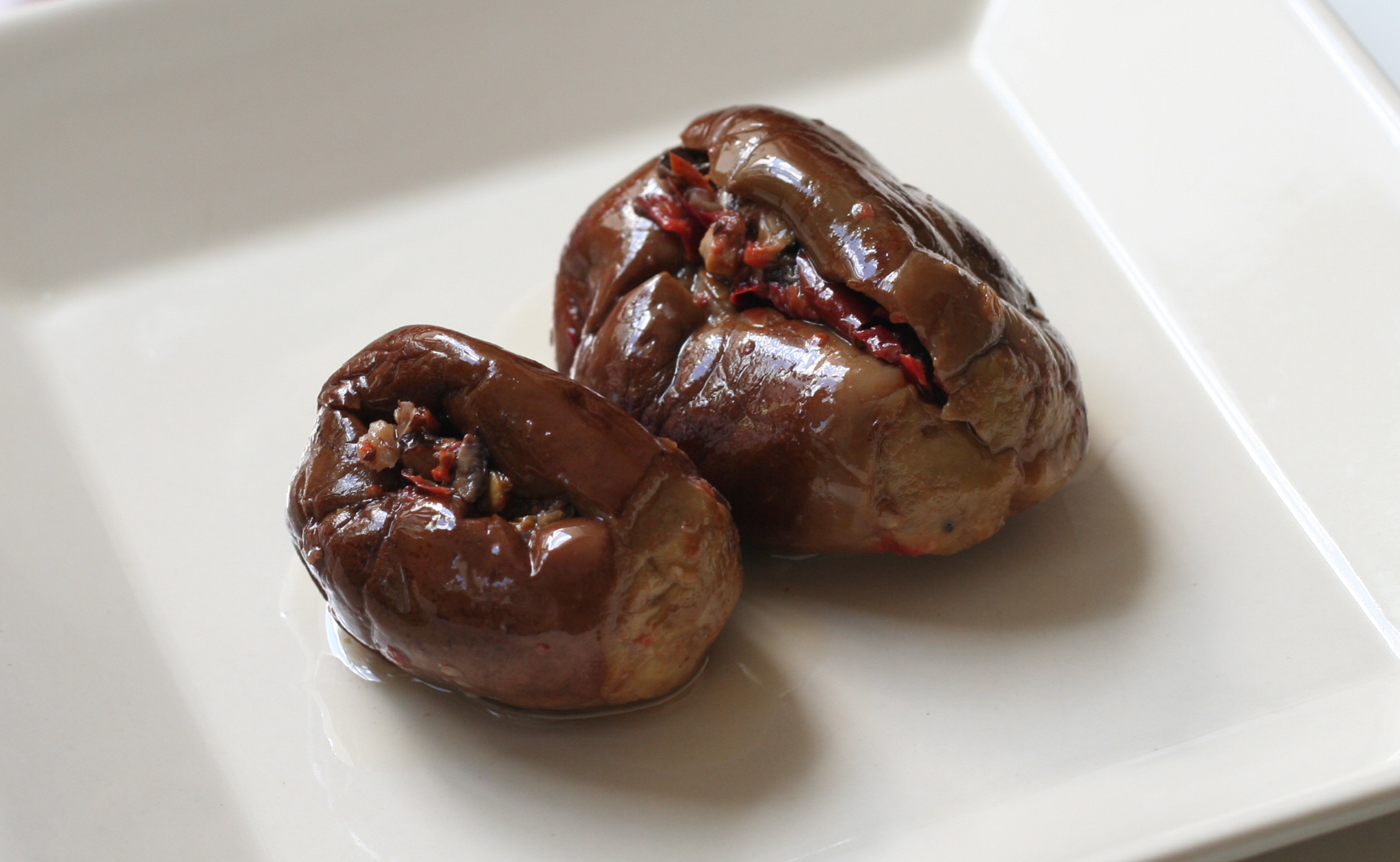
Makdús

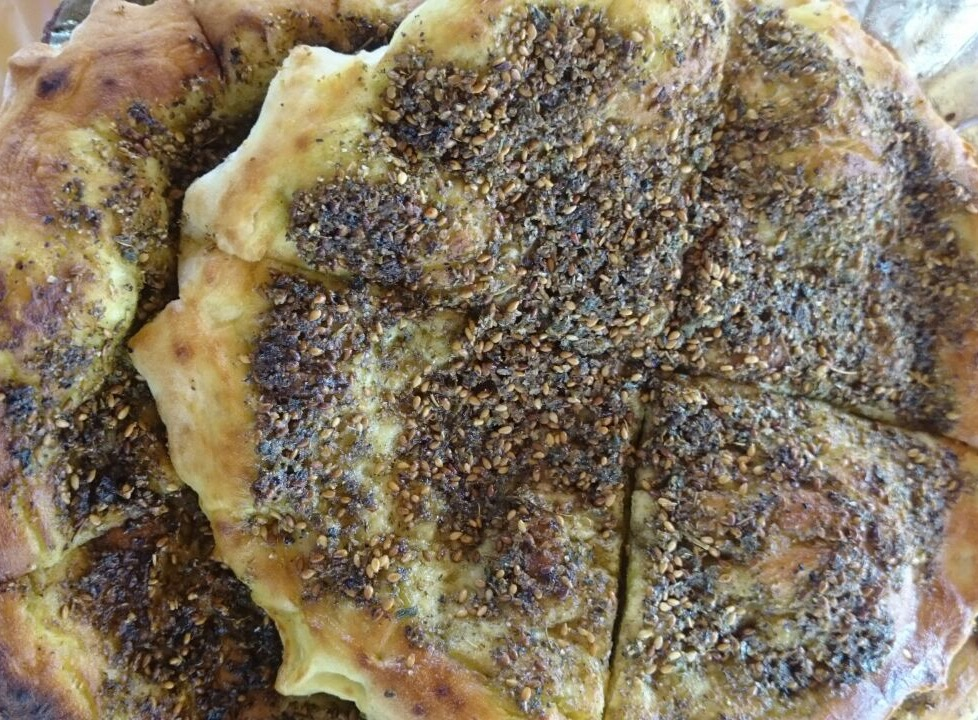
Manakiš

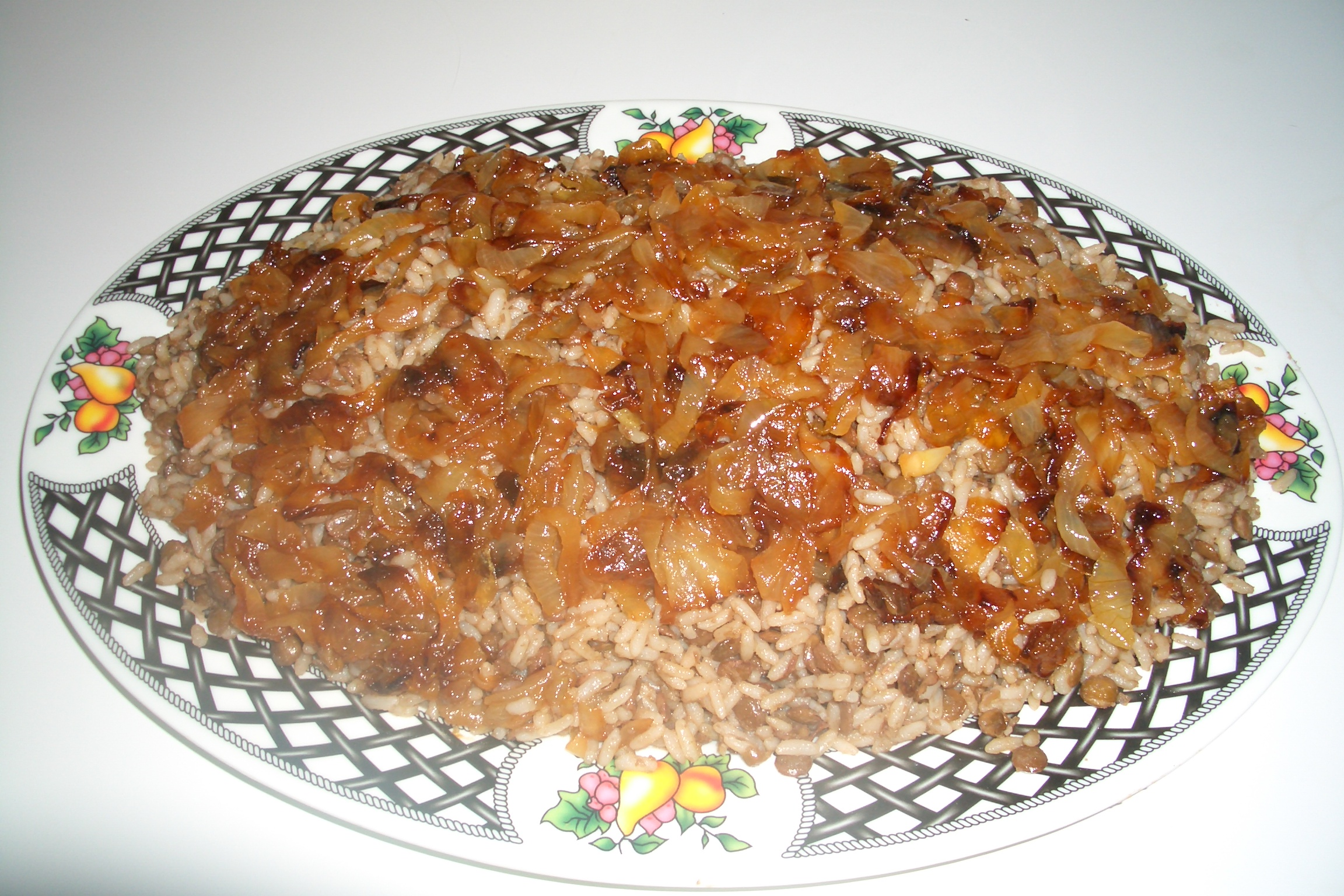
Muŷaddara

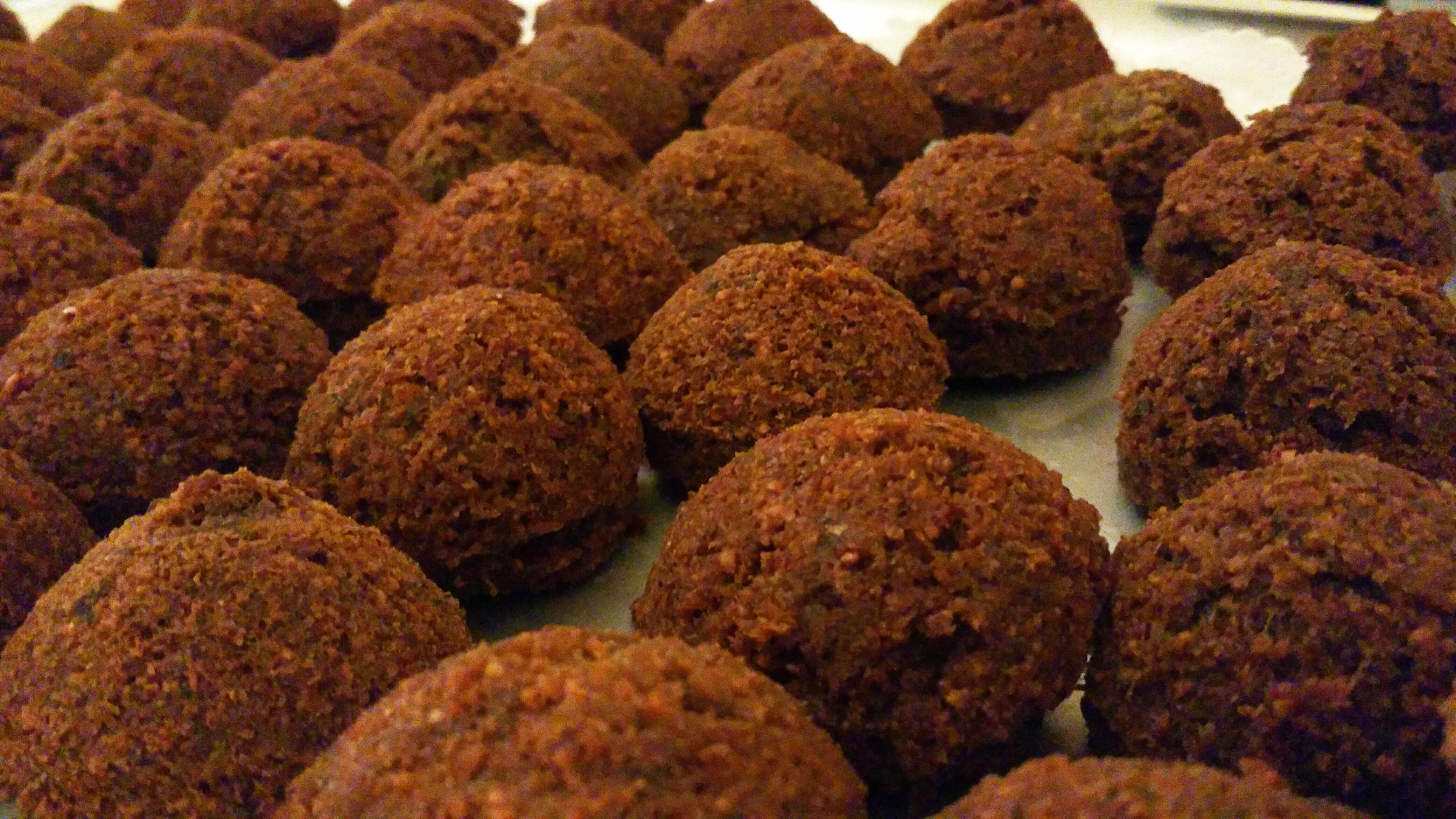
Falāfel

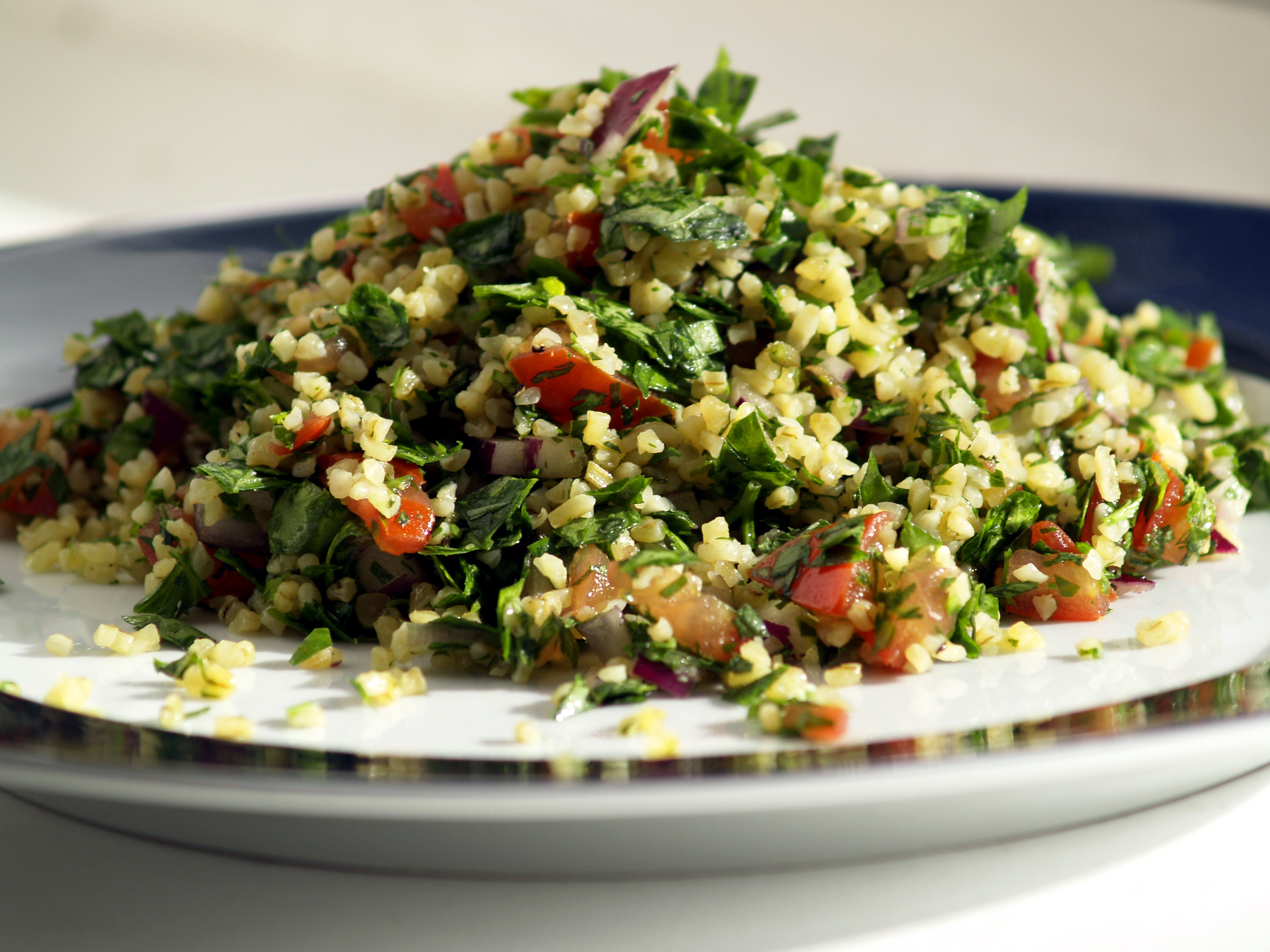
Tabbūle.

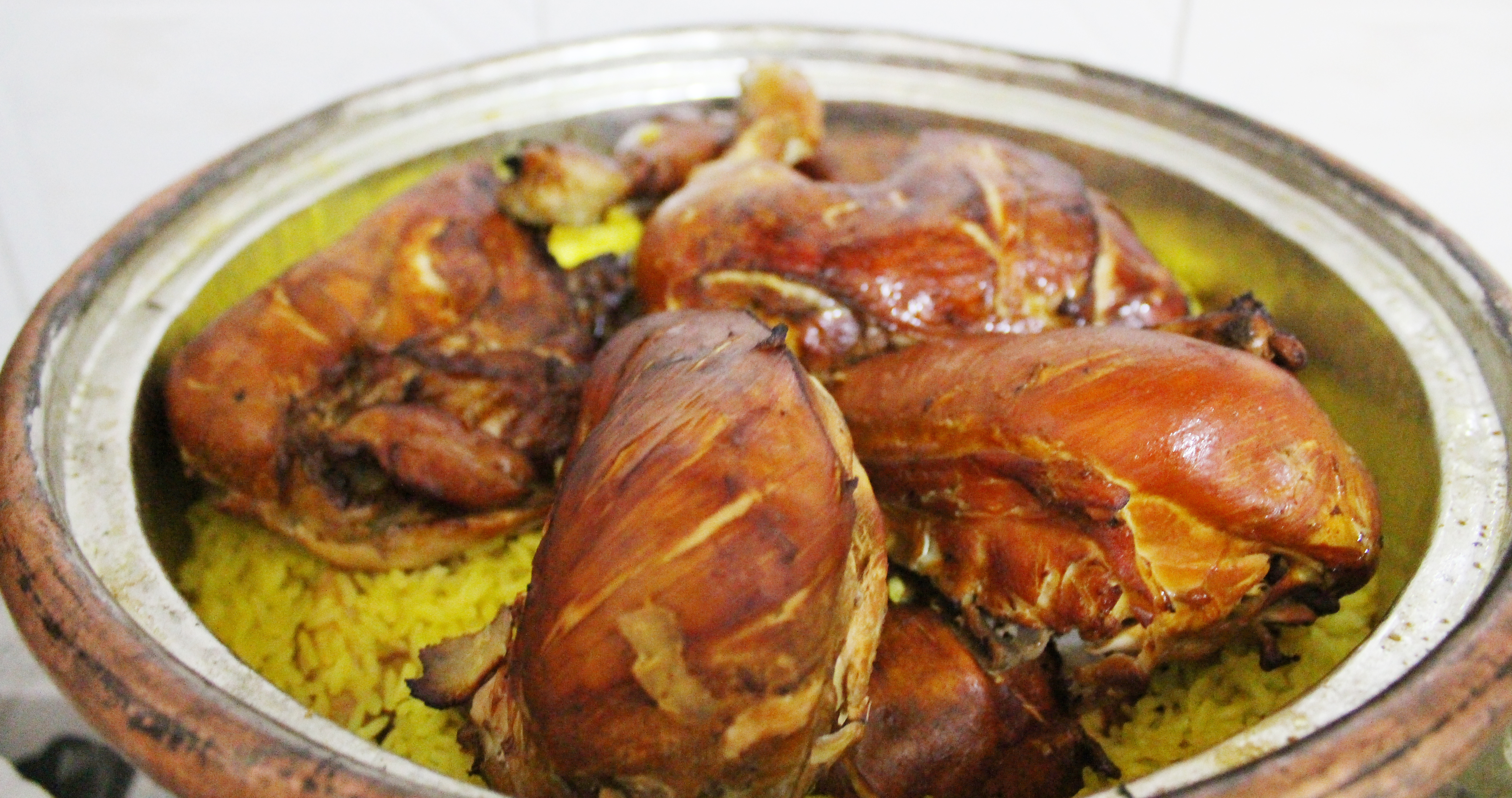
Qudra

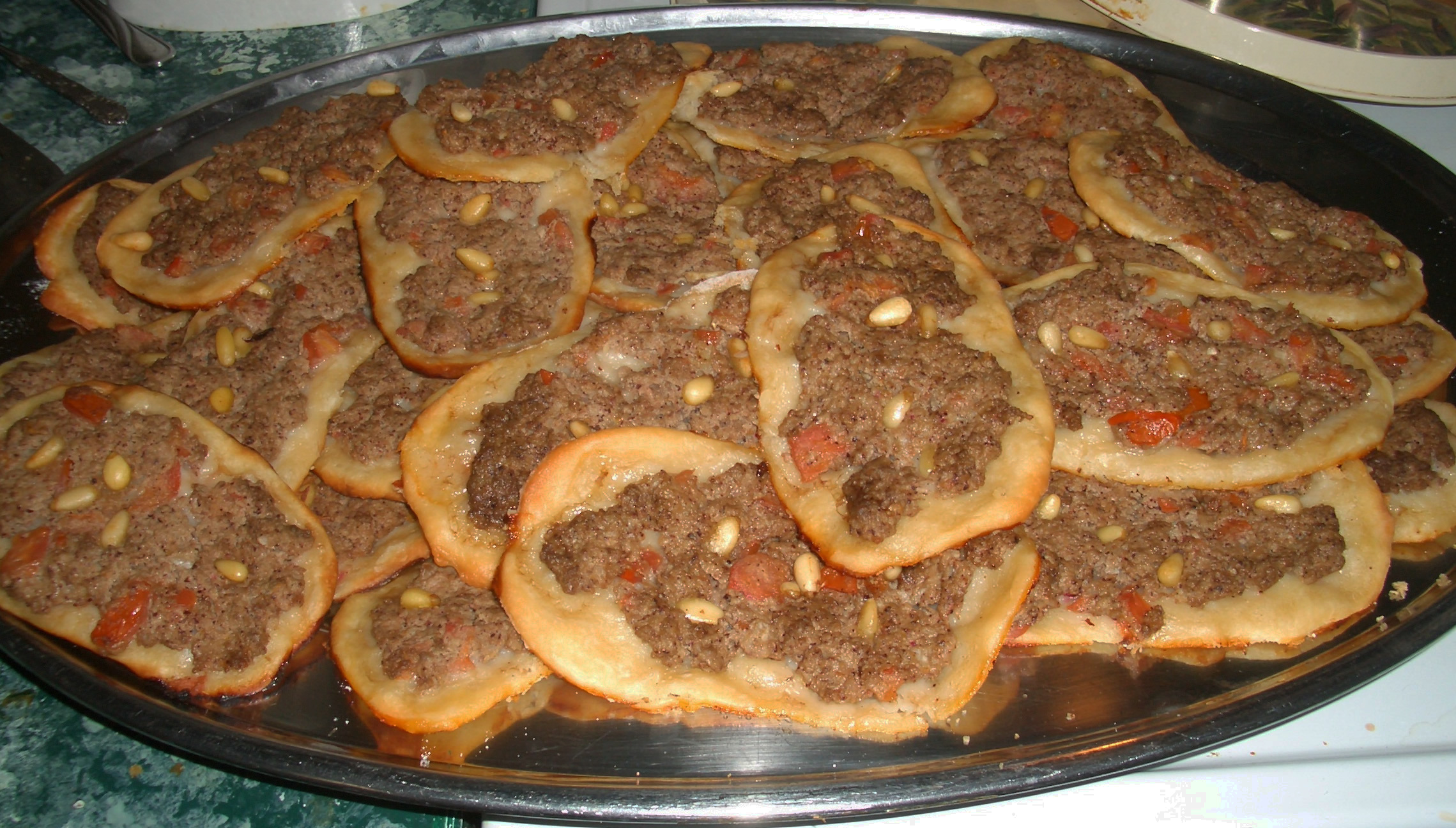
Varias ṣfīḥa.

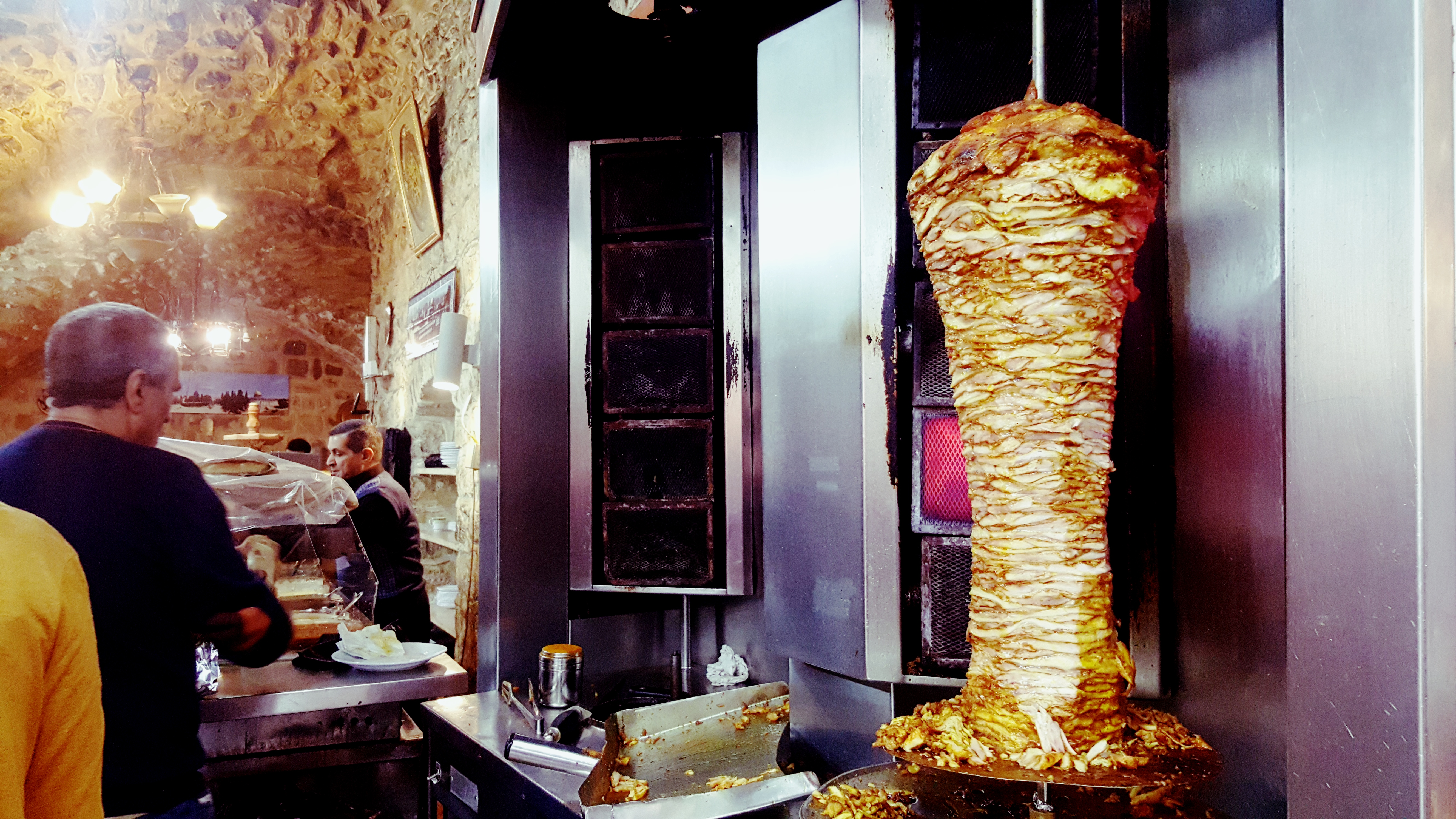
Filetes de carne ensartada en un asador giratorio, para hacer šāwarmā (Jerusalén, 2018).

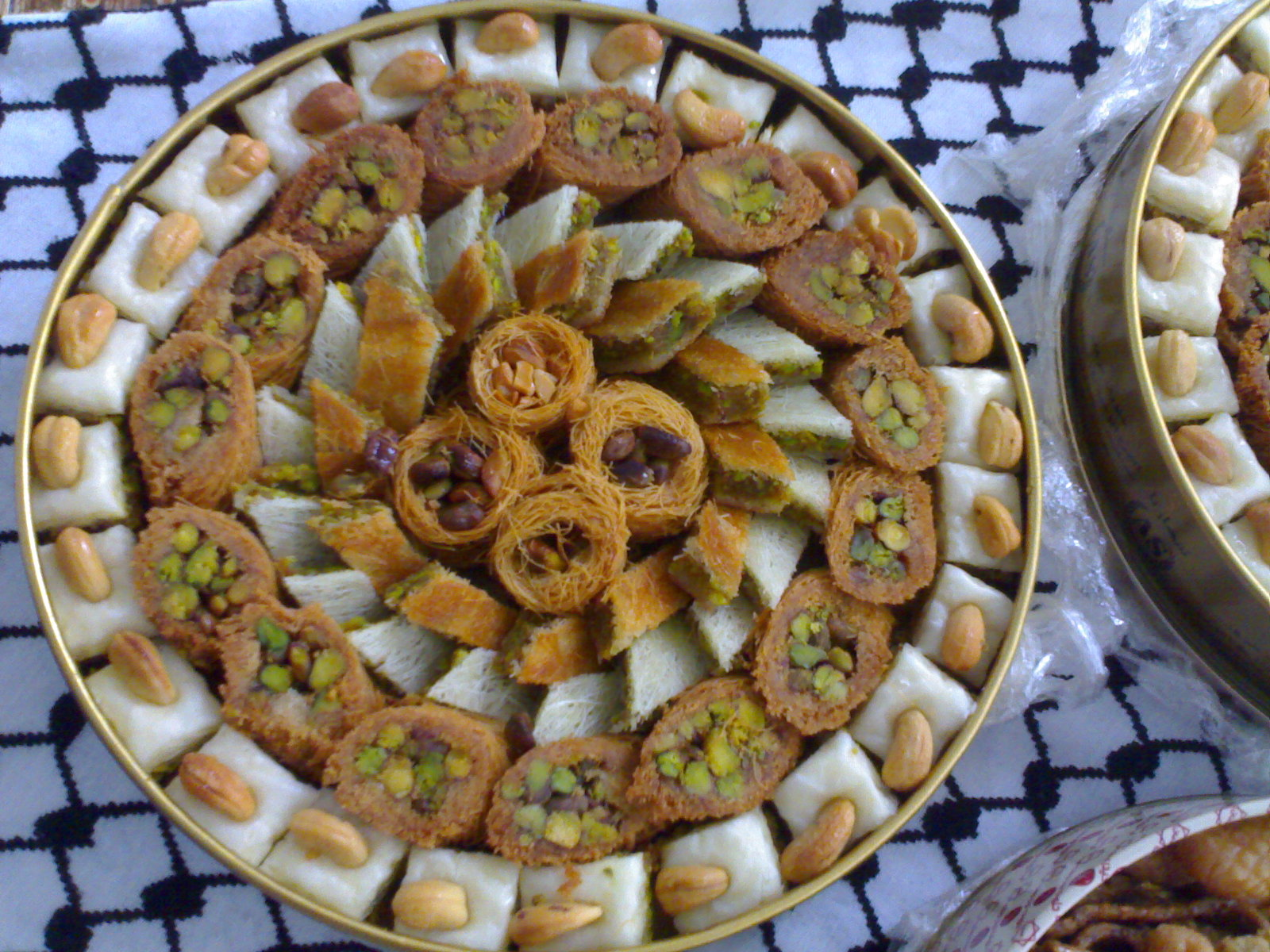
Baklāva.

- ʿArāyes (عرايس): pan árabe relleno de carne, queso o verduras sazonado, tostado o frito y servido antiguamente en las bodas, de ahí su nombre.
- Ensalada árabe: ensalada de tomate cortado en dados, pepino, cebolla y a veces perejil, aliñada con jugo de limón y aceite de oliva.
- Baba ganuš (بابا غنوج): puré de berenjenas asadas con tahina, zumo de limón, ajo, comino, granada (en jugo o pepitas), aceite de oliva y opcionalmente otras especias.
- Crimuta (القريموطة): una sencilla forma de preparar el bulgur en las zonas rurales de Homs, Hama y Salamíe. El bulgur se cocina con verduras y se envuelve en hojas de parra.
- Bamie (بامية): hortaliza conocida en otros lugares como okra o quingombó, se guisa con carne de cordero y salsa de tomate, y se sirve con arroz.
- Maḥše (محشي): varios vegetales, típicamente berenjenas, calabacines, cebollas, pimientos o tomates rellenos de arroz y carne picada. Cuando van envueltos en hoja de parra, se les llama Yebrak.
- Falāfel (فلافل): buñelos de garbanzos triturados, especiados y fritos, generalmente se sirven con pan de pita y hummus.
- Fasulíe (فاصوليا): guiso de alubias y carne, servido sobre arroz.
- Fatayer (فطاير): empanada de carne picada, espinacas o queso (jibneh) feta o akkawi. Dependiendo del relleno tienen una forma u otra (forma triangular para la carne, y «de canoa» para la vegetal)
- Fatte (فتّة): pollo y garbanzos sobre arroz, cubierto con yogur, pan pita tostado, que le da un toque crujiente, y comino.
- Fattūš (فتوش): ensalada de pepinos, rábanos, tomates y otras hortalizas cortadas en dados con pan pita frito o tostado.
- Ful mudammas (فول مدمس): habas cocidas y parcialmente machacadas, con perejil, cebolla y ajo picados, comino, a veces huevo duro, y abundante aceite de oliva.
- Ensalada de ful mudammas (سلطة فول مدمس): en este caso las habas no se machacan, se dejan enfriar y se le añaden dados de tomate, cebolla, perejil picado, jugo de limón, aceite de oliva, sal y pimienta.
- Frīke (فريكة): alimento parecido a los granos de arroz pero de trigo duro verde que se tuesta y se trilla (frotado), luego se sirve con comino, canela y grasa fresca de cola de cordero.
- Halūmi (حلوم): queso de oveja y/o cabra que se sirve fresco, asado, a la parrilla o frito, en ensalada, en bocata o solo (como mezze).
- Ḥarra biʾsbaʿu (حرة بإصبع): salteado de lentejas, calabacín, cebolla, melaza de granada (dibs rumman), pasta de tamarindo, almendras y cilantro.[11]
- Ḥummus biṭ-ṭaḥine (حمص بطحينة): puré espeso de garbanzo triturado, tahina y zumo de limón y una punta de ajo. Se suele servir con abundante aceite de oliva y pimentón.
- Ensalada de garbanzos (سلطة حمص): es una ensalada de legumbre. Consiste en garbanzos cocidos, pepino, tomate, cebolla, pimiento (rojo o verde), perejil picado, comino, pimienta, jugo de limón, ajo, tahini, y aceite de oliva.
- Ŷamid (جميد): o también 'aqat (أقط), pelotilla de yogur árabe (labneh) seco.
- Kabse (كبسة): arroz largo con carne de cordero, pollo o camello, cocinado con una mezcla de especias (azafrán, clavo, laurel...) y cubierto con nueces sobre arroz.
- Kanafe (كنافة):  postre hecho con filo rallado y queso derretido empapado en un jarabe azucarado.
- Kebāb (كباب): pincho de carne de ternera o cordero a la parrilla, especiado con cilantro, cúrcuma... (al gusto) y generalmente servido envuelto en pan pita (parecido al dürüm turco).
- Šīš kebāb (شيش كباب): trozos de carne a la parrilla o asados preparados en una brocheta, comúnmente servidos sobre pan plano o arroz.
- Kebāb con cereza (كباب كرز kebab karaz): variante del kebab que consiste en albóndigas de carne cordero en un caldo a base de cereza con piñones sobre pan de pita.
- Kibbe (كبة): pelotilla rellena de carne de cordero picada con bulgur o arroz, cebolla y especias varias. Se fríe (kibbeh maklieh) y se sirve con tahine y limón.
- Kibbe nayye (كبة نيئة): variante del kibbeh que no se fríe, se sirve la carne cruda como un tartar.
- Labne (لبنة): yogur árabe por excelencia. Se filtra para eliminar el suero, quedando más espeso, y se sirve como acompañamiento a otros platos, o como mezze con aceite de oliva y sal, o con pepino, menta y ajo picados (similar al tzatziki griego).
- Sopa de lentejas (شوربة عدس šūrbat ʿadas): se pueden usar lentejas marrones, rojas, amarillas o negras, con o sin cáscara. Se trituran total o parcialmente para espesar la sopa y se sirve con un toque de cilantro. También se prepara sopa de lentejas y acelgas (adas bil hamed) con un toque de limón.
- Makdús (مكدوس): berenjenas maceradas en aceite, rellenas de nueces, cayena, pimentón y ajo. Se dice que aumentan el apetito.
- Manakīš (مناقيش): una tostada redonda a la que se le agrega carne picada, tomillo y/o za'atar. Se consume normalmente en el desayuno o la cena.
- Mansaf (منسف): cordero o pollo cocinado en una salsa de yogur seco fermentado (jamid) con cebolla, piñones y almendras y servido sobre arroz o bulgur especiado. Es de origen beduino y tradicionalmente come con la mano.[12] Se le considera el plato nacional de Jordania.
- Ensalada Malfuf (سلطة ملفوف): su ingrediente base es la col, que se aliña con zumo de limón, aceite de oliva, ajo, menta seca o fresca y sal.
- Kusā maḥšī (كوسا محشي): calabacines horneados y rellenos de carne picada y arroz en una salsa a base de tomate (tomate frito).
- Maqlube (مقلوبة): una cacerola de arroz que incluye carne, arroz y vegetales fritos colocados en una olla, que luego se voltea cuando se sirve, de ahí el nombre, que se traduce literalmente como «al revés».
- Marqūq (مرقوق): pan plano (sin levadura) y delgado como la masa filo, variante de la yufka turca que se cocina en una característica plancha férrea conocida como saj, por lo que también se le llama «pan saj».
- Masgūf (مسكوف): pescado de agua dulce marinado con cúrcuma y asado durante horas en un horno de barro, servido con cebolla asada y tomate, encurtidos y ensalada.
- Mfarake (مفركة): es un plato árabe hecho de patata y huevo (por lo que también es llamado baṭaṭa wa beḍa) fritos en manteca ghee y servidos con comino, hojas de cilantro, sal y pimienta.
- Muḥammara (محمرة): salsa picante para untar hecha de chile (pimienta de Alepo), pan rallado, aceite de oliva, jugo de limón, melaza de granada (dibs rumman), nueces molidas, comino y sal.[6]
- Muŷaddara (مجدرة): lentejas cocidas con bulgur o arroz y cebolla picada y salteada (caramelizada).
- Mlujíe (ملوخية): estofado de hojas de malva mulujíe, que son mucilaginosas (viscosas, forma un en un caldo espeso), y pollo deshuesado.
- Musajján (مسخّن): sobre un pan plano (pan tabún) se agrega pollo asado, zumaque, y generalmente también cebolla, pimienta de Jamaica, azafrán y piñones fritos.
- Pan plano árabe (خبز عربي jubz ʿárabī): llamado simplemente jubz («pan») un pan plano de harina de trigo con forma redonda y sabor suave, ligeramente fermentado y horneado.
- Qudra (قدرة): guiso de cordero, ternera o pollo con garbanzos, ajo y especias (cardamomo, comino, clavo, pimienta negra y pimienta de Jamaica). Se sirve con arroz y labneh (yogur), y a veces también almendra frita o guisantes.
- Qūzī (قوزي): cordero asado servido con arroz con pasas, nueces, garbanzos, zanahoria, fideos, frutos secos, tomate... o envuelto en pan tabún.
- Sambūsac (سمبوسك): pastelito triangular que se fríe en manteca o aceite y contiene verduras o carne con especias. Deriva de la samosa india, aunque a diferencia se le suele espolvorear sésamo.
- Ṣfīḥa (صفيحة): similar a una pizza de pequeño tamaño, lleva carne picada, generalmente de cordero aunque también de res, con tomate y cebolla. Existe una variante de sfiha cerrada, tipo empanada, de espinacas y queso.
- Šankliš (شنكليش): queso de leche de vaca u oveja hecho en bolas pequeñas (~6 cm de diámetro) cuya superficie de llena de pimienta de Alepo y za'atar, y luego se deja envejecer y secar. Es un queso de sabor especialmente fuerte, no apto para todos los paladares.
- Šāšlik (شاشليك): dados de carne marinada ensartados en un pincho y cocinados a la parrilla. Plato originario del Cáucaso.
- Šāwarmā (شاورما): carne asada en un asador giratorio que se afeita y se sirve envuelto en pan pita con ensalada, hummus o yogur y especias. Es parecido al döner turco.
- Sumāqíe (سماقية): sopa de zumaque molido mezclado con tahina y harina para espesar, acelgas salteadas, trozos de carne de res y garbanzos.
- Rāheb (سلطة راهب): ensalada de berenjenas y tomates. Se le suele agregar cebolla, menta fresca, perejil fresco, ají y aliño.
- Tabbūle (تبولة): ensalada de abundante perejil finamente picado, mezclado con bulgur, cebolla y tomate picados y aliño (zumo de limón, aceite y sal). A veces también lechuga.
- Tahini (طحينة): condimento preparado a partir de semillas de sésamo molidas y peladas. Es el ingrediente principal del baba ghanouš y el hummus, y de muchos platos de la cocina levantina.
- Tepsi baytinijan (تبسي): cazuela de carne picada, berenjenas, papas y rodajas de tomate al horno. Se sirve con pepinillos, arroz y ensalada.
- Tum (توم): sencilla pasta de ajo triturado con aceite de oliva y sal. A veces, zumo de limón también. Generalmente se usa como salsa.
- Zaʿatar (زَعْتَر): mezcla de especias (varían de un lugar a otro, aunque generalmente orégano, albahaca, tomillo, ajedrea, hisopo...) con semillas de sésamo tostadas, zumaque seco y sal.

### Repostería
- ʿAwāme (عوامة): bolitas de masa dulce frita, bañada en jarabe de azúcar o miel, se le agrega canela y a veces sésamo.
- Baklāva (بقلاوة): un postre hecho de hojaldre relleno de nueces picadas y empapado en almíbar.
- Barāzeq (برازق): galletas de masa quebrada con sésamo y pistacho con un rico sabor a mantequilla.
- Basbusa (بسبوسة): pastelito de sémola cocida remojada en almíbar (jarabe de agua de rosas), cubierto con almendras o nueces.
- Ḥalawe (حلوى): un dulce de pasta de sémola con forma de lingote que incluye trazas de nueces, pistachos u otros frutos secos, o frutas.
- Kaʿak (كعك): un tipo de bollo o galleta con forma de anillo, ocasionalmente con semillas de sésamo y algún ingredientes en la masa (nueces, pistachos, dátiles...).
- Maʿamūl (معمول): galletas de sémola rellenas con dátiles o nueces y a veces espolvoreadas con azúcar.
- Qatāyef (قطايف): bola de masa dulce rellena de queso o crema sin sal, como el queso akkawi, y una mezcla de frutos secos (nueces, pistachos, almendras...), aromatizado con extracto de vainilla o agua de rosas y canela. Se sirve comúnmente con miel o jarabe de azúcar durante el mes de Ramadán.
- Warbāt (وربات): pastel con capas delgadas de hojaldre relleno de crema pastelera y a veces con frutos secos picados o queso dulce. Se suele consumir durante el Ramadán.
- Zalābíe (زلابية): una masa de masa frita frita en bolas o discos y bañada en un jarabe dulce.

### Bebidas
- ʿAraq (عرق): un destilado alcohólico con aroma de anís. Es incoloro, aunque al mezclarse con otros líquidos como el agua, se torna de color blanco lechoso.
- Limonana ({{lang|ar|ليمون نعناع): jugo de limón recién exprimido y hojas de menta (na'na). Limonada muy común en verano.
- Qamar al-Din (قمر الدين): néctar de albaricoque que se sirve frío y mezclado con agua (por ser muy espeso) típicamente durante el mes de Ramadán, de ahí su nombre «Luna de la religión».
- Café (قهوة): llamado simplemente Qáhue («café»), este método de preparar el café consiste en hervir granos de café arábigo a fuego lento en un pote pequeño (rákua). El resultado es un líquido espeso y de sabor muy fuerte y muy amargo, toda una exquisitez para los sirios.
- Matte (متّة): el consumo de esta infusión cono-sureña apareció a lo largo del siglo XX debido a la inmigración de ida y vuelta. Su consumo se concentra en la región del Monte Druso, el área de Salamíe, la Costa y el Calamún.[13] En 2010 se estimó que los sirios consumen alrededor de 1200 toneladas de mate al mes.[14]
- Saḥleb caliente
- Té árabe (شاي)
- Infusión de zhurat ('flores secas'), típico de Siria y el Líbano, se prepara con una mezcla de pétalos de rosa damascena, manzanilla dulce, malva damascena, cáscaras de maíz, hierbaluisa, olivillo, laurel, flor de hibisco y otras hierbas secas dependiendo de quien la haga, muchas veces también incluye tila (zaizafún) que crece de forma natural en Siria y el Líbano.[15] Al té de zhurat se le asocian propiedades digestivas, sedantes y para problemas respiratorios.[16]

## Gastronomía por país
| - Gastronomía de Asiria - Gastronomía de Siria - Gastronomía de Irak | - Gastronomía del Líbano - Gastronomía de Egipto - Gastronomía de Israel (Gastronomía judía) | - Gastronomía de Jordania - Gastronomía de Palestina - Gastronomía kurda |